# Synodontis nigrita
Synodontis nigrita là tên của một loài cá da trơn thuộc họ Mochokidae và xuất hiện nhiều ở châu Phi. Nó được mô tả lần đầu tiên bởi nhà động vật học người Pháp Achille Valenciennes vào năm 1840. Mẫu vật này hiện tại đang ở Muséum National d 'Histoire Naturelle de Paris.
Trong tự nhiên, loài đã được tìm thấy trên khắp Bắc Phi.
Ở Trung Phi, nó đã được ghi nhận ở lưu vực sông Ubangui và sông Congo.
Ở Đông Phi, nó được tìm thấy ở hồ Albert và có thể là hồ Kyoga.
Ở Bắc Phi, nó có thể có mặt ở Ai Cập.
Ở phía đông bắc châu Phi, nó xuất hiện ở sông White Nile từ Khartoum vào các hệ thống sông Jebel, Ghazal và cũng như sông Baro.
Ở phía tây châu Phi, loài này được biết đến từ lưu vực sông Chad, sông Niger, sông Volta, sông Senegal, sông Gambia, sông Geba, sông Oueme và sông Casamance.
Các thói quen cũng tập tính sinh sản của hầu hết các loài thuộc chi Synodontis vẫn chưa được biết đến, ngoại trừ một số trường hợp có được số lượng trứng từ các con cái có mang. Mùa sinh sản của chúng có khả năng là trong mùa lũ từ tháng 7 đến thàng 10, sau khi chúng kết đôi thì các cặp đôi sẽ bơi với nhau cho đến hết mùa sinh sản. Nhìn chung, chúng là loài ăn tạp. Vì thế nên thức ăn của chúng là ấu trùng côn trùng, tảo, sò, động vật giáp xác và trứng của các loài cá khác. Tốc độ phát triển của chúng rất cao trong năm đầu tiên, sau đó thì nó giảm dần.